# Vercassivel·laune
Vercassivel·laune (en llatí Vercassivellaunus) va ser un cap dels arverns gals, parent de Vercingetòrix i un dels generals d'aquest en la Guerra de les Gàl·lies contra Juli Cèsar (52 a 51 aC).
Va ser fet presoner en la batalla d'Alèsia quan dirigia les forces que pretenien aixecar el setge de la fortalesa que Juli Cèsar va rebutjar.